# Lagonosticta sanguinodorsalis
Lagonosticta sanguinodorsalis là một loài chim trong họ Estrildidae.